# José Élber Pimentel da Silva
José Élber Pimentel da Silva, genannt Élber, (* 27. Mai 1992 in Passo de Camaragibe, AL) ist ein brasilianischer Fußballspieler.

## Karriere

### Allgemein
Elber spielt derzeit für den Yokohama F. Marinos in der offensiven Mittelfeldspieler-Position. Seine wichtigsten Merkmale sind die hohe Geschwindigkeit bei Dribblings, ausgezeichnetes Kurzpassspiel und gutes Mitspieleranspiel. Er erfüllt auch die Funktionen eines zweiten Stürmers.

### Verein
Der Cruzeiro EC aus Belo Horizonte gewann 2010 ungeschlagen die Campeonato Brasileiro Sub-20, die brasilianische Meisterschaft für Nachwuchsspieler. Élber fiel hierbei erstmals der breiten Öffentlichkeit auf. Am Ende der Saison 2011 konnte der Spieler in die erste Mannschaft aufzusteigen. Seitdem kam er regelmäßig zu Einsätzen und gewann mit der Mannschaft 2013 die brasilianische Meisterschaft. Nachdem Élber 2014 und 2015 an andere Klubs ausgeliehen wurde, verließ er Ende 2017 Cruzeiro und unterzeichnete beim EC Bahia einen Dreijahresvertrag.
2021 wechselte er nach Asien. In Japan unterschrieb er einen Vertrag bei den Yokohama F. Marinos. Der Kontrakt erhielt eine Laufzeit bis Januar 2024. Der Verein aus Yokohama spielt in der ersten Liga des Landes, der J1 League. Am Ende der Saison 2022 feierte er mit den Marinos die japanische Meisterschaft. Am 11. Februar 2023 gewann er mit den Marinos den Supercup. Das Spiel gegen den Pokalsieger Ventforet Kofu wurde mit 2:1 gewonnen. Am Ende der Saison 2023 feierte er mit den Marinos die Vizemeisterschaft.

## Erfolge
Cruzeiro
- Campeonato Brasileiro Sub-20: 2010
- Campeonato Brasileiro de Futebol: 2013
- Staatsmeisterschaft von Minas Gerais: 2014
- Copa do Brasil: 2017

Bahia
- Staatsmeisterschaft von Bahia: 2018, 2019, 2020

Yokohama F. Marinos
- Japanischer Meister: 2022
- Japanischer Supercup-Sieger: 2023

Auszeichnungen
- J.League Best XI: 2022[3]